# Mouvaux
Mouvaux là một xã trong vùng Hauts-de-France, thuộc tỉnh Nord, quận Lille (Unterpräfektur) tổng, tổng Canton de Tourcoing-Sud. Tọa độ địa lý của xã là 50° 42' vĩ độ bắc, 03° 08' kinh độ đông. Mouvaux nằm trên độ cao trung bình là 28 mét trên mực nước biển, có điểm thấp nhất là 28 mét và điểm cao nhất là 57 mét. Xã có diện tích 4,2 km², dân số vào thời điểm 1999 là 13.177 người; mật độ dân số là 3137 người/km².

## Thông tin nhân khẩu
| 1936   | 1946  | 1954   | 1962   | 1968   | 1975   | 1982   | 1990   | 1999   |
| ------ | ----- | ------ | ------ | ------ | ------ | ------ | ------ | ------ |
| 10,068 | 8.964 | 10,757 | 11,140 | 11,247 | 10,724 | 12,631 | 13,566 | 13,177 |